# Giuseppe Mangialavori
Giuseppe Tommaso Vincenzo Mangialavori (Merano, 11 febbraio 1975) è un politico italiano, dal 13 ottobre 2022 deputato alla Camera per Forza Italia, dove presiede la 5ª Commissione Bilancio, tesoro e programmazione della Camera.
Coordinatore regionale di Forza Italia in Calabria dal marzo 2021 al dicembre 2023, è stato senatore della Repubblica nella XVIII legislatura.

## Biografia
Nato l’11 febbraio 1975 a Merano, in provincia di Bolzano, ma residente a Vibo Valentia, nipote dell'imprenditore Filippo Callipo (proprietario dell'omonimo gruppo alimentare e conosciuto come il "Re del Tonno"), a 24 anni si è laureato in Medicina presso l’Università degli Studi Magna Græcia di Catanzaro, per poi quattro anni dopo ottenere la specializzazione in radiodiagnostica all'Università degli Studi di Bari.
Inizialmente intraprende il percorso professionale lontano dalla Calabria: ricoprendo per tre anni il ruolo di responsabile della struttura di senologia dell’ospedale di Merano. Poco dopo, a 32 anni, vince un concorso da dirigente medico per il reparto di senologia del Policlinico di Bari.
Inizia con la politica nel 2010, quando alle elezioni amministrative a Vibo Valentia si candida al consiglio comunale, tra le liste del Popolo della Libertà a sostegno del candidato sindaco del centro-destra Nicola D'Agostino, risultando il più votato tra i consiglieri eletti. Tale riconoscimento gli permette di diventare presidente del Consiglio comunale di Vibo Valentia.

### Elezione a consigliere regionale
Il 16 novembre 2013, con la sospensione delle attività del Popolo delle Libertà, aderisce alla rinata Forza Italia di Silvio Berlusconi, con cui alle elezioni regionali in Calabria del 2014 si candida nella lista "Casa delle Libertà", a sostegno della mozione dell'ex presidente della Provincia di Catanzaro Wanda Ferro, risultando eletto nella circoscrizione centro (Catanzaro-Crotone-Vibo Valentia) con 7.199 in consiglio regionale della Calabria.
Nel 2017 Mangialavori viene privato della carica di consigliere regionale, dopo che Wanda Ferro fece ricorso al TAR, in quanto candidata presidente perdente (seconda classificata) aveva il diritto di entrare in consiglio regionale, e il seggio che le spettava era proprio quello occupato da Mangialavori. Nello stesso anno viene nominato vice-coordinatore regionale di Forza Italia in Calabria, unitamente dalla coordinatrice Jole Santelli e il responsabile nazionale degli enti locali Gregorio Fontana.

### Elezione a senatore
Alle elezioni politiche del 2018 viene candidato al Senato della Repubblica, come capolista di Forza Italia nel collegio plurinominale Calabria, venendo eletto senatore. Il 7 giugno, a seguito delle dimissioni della consigliera regionale Wanda Ferro (eletta alla Camera dei deputati), Mangialavori torna in consiglio regionale (in quanto primo dei non eletti), ma si dimette il 26 giugno seguente, in quanto le cariche di consigliere regionale e senatore non sono compatibili, optando per il seggio in Parlamento.
Nella XVIII legislatura della Repubblica è stato componente della 10ª Commissione Industria, commercio, turismo (2018-2019), della 9ª Commissione Agricoltura e produzione agroalimentare (2019-2022) e della Commissione parlamentare antimafia, oltre a ricoprire l'incarico di vice-presidente del gruppo parlamentare di Forza Italia "Forza Italia Berlusconi Presidente-UDC" al Senato.
All'interno di Forza Italia, oltre a collocarsi nell’ala del partito che fa capo a Licia Ronzulli, ricopre gli incarichi di commissario per la provincia di Vibo Valentia e, dall'8 marzo 2021, coordinatore regionale in Calabria.

### Elezione alla Camera e Presidenza della Commissione Bilancio
Alle elezioni politiche anticipate del 2022 viene candidato alla Camera dei deputati, come capolista di Forza Italia nel collegio plurinominale Calabria - 01, risultando eletto deputato. Nella XIX legislatura è presidente della 5ª Commissione Bilancio, tesoro e programmazione della Camera.
Durante la formazione del governo Meloni è stato proposto da Forza Italia come sottosegretario di Stato al Ministero delle infrastrutture e dei trasporti, ma Giorgia Meloni mette il veto sul suo nome per via delle accuse di legami con la 'ndrangheta, che alla fine porta al ritiro della nomina, nonostante le insistenze dei dirigenti di Forza Italia come Giorgio Mulé, Alessandro Cattaneo, Francesco Cannizzaro e Roberto Occhiuto. Inoltre la successiva nomina di Mangialavori a presidente della Commissione Bilancio è stato un compenso per il mancato incarico di governo.
Nel dicembre 2023 si dimette da coordinatore regionale di Forza Italia, per l’impegno connesso alla presidenza della commissione parlamentare, venendo sostituito dal collega Francesco Cannizzaro.

## Controversie

### Legami con la'ndrangheta
Nel 2021 viene accusato, dal pentito Bartolomeo Arena, di essere legato alla 'ndrangheta, in particolare al clan Anello di Filadelfia (VV). Nell'operazione "Imponimento" l'ex assessore del comune di Polia Giovanni Anello, l'imprenditore Daniele Prestanicola e l’ex consigliere comunale di Vibo Valentia Francescantonio Tedesco vengono arrestati e accusati di aver "contribuito a formare la strategia del sodalizio criminale (clan Anello) in ambito politico, come quando promuovevano il sostegno della cosca alle elezioni politiche nazionali del 2018 per il dott. Mangialavori Giuseppe, poi eletto al Senato della Repubblica". Inoltre negli atti dei magistrati della DDA di Catanzaro, coordinati dal procuratore Nicola Gratteri, viene evidenziato che "dal 2018 la figlia di Tommaso Anello (considerato il boss al vertice del clan) è stata dipendente della Salus Mangialavori Srl (laboratorio di analisi cliniche) con sede in via Don Bosco a Vibo Valentia".